# Lovélo
Lovélo est le système de location de vélos en libre-service opérationnel dans la Métropole Rouen Normandie depuis 2023. Il remplace le réseau Cy'clic,,.

## Histoire
Initialement prévu pour le 10 juillet 2023, le lancement de Lovélo est reporté à la semaine suivante en raison des émeutes urbaines survenues en France afin d'éviter d'éventuelles dégradations sur le matériel récent,.
Ce nouveau réseau de vélopartage remplace le précédent système, Cy'clic, inauguré pendant le mandat municipal de Pierre Albertini en 2007. Le dispositif, malgré un certain succès, était critiqué pour desservir exclusivement la ville de Rouen au détriment des autres communes de l'agglomération,.
Durant le deuxième semestre 2023, 105 800 trajets ont été réalisés grâce au dispositif Lovélo, soit 2 fois plus que le service Cy'clic existant précédemment.

## Dispositif

### Vélos
Lovélo met en service en juillet 2023 270 vélos de couleur framboisine répartis dans un premier temps sur le territoire de la commune de Rouen, puis en septembre au Petit-Quevilly et Sotteville-lès-Rouen.
La Métropole prévoit de proposer 1000 vélos disponibles en location courte durée à l’horizon 2024.

### Stations
Les 60 premières stations sont ouvertes à compter de la mise en service du réseau, à Rouen. Dans les mois qui suivent, 9 stations sont mises en service dans la commune de Petit-Quevilly et 17 sur le territoire de Sotteville-lès-Rouen. En septembre 2024, le réseau compte 126 stations avec l'extension à Grand-Quevilly, Darnétal, Saint-Léger-du-Bourg-Denis et Amfreville-la-Mi-Voie. 